# Вашков, Евгений Иванович
Евгений Иванович Вашков (1879—1938) — русский художник и писатель, известный своими литературными мистификациями.

## Биография
Родился в Сергиевом Посаде в семье литератора Ивана Андреевича Вашкова 21 февраля 1879 года[по какому календарю?], хотя указывается также 1876 и 1878 года.
С 1892 года учился в Строгановском училище, но в отличие от своего брата, известного московского архитектора С. И. Вашкова, не окончил его: в 1899 году, будучи учеником IV класса, подал заявление об увольнении и занялся литературной деятельностью.
В 1899 году в журнале «Европа» появилась его первая публикация. Печатался в журналах «Новь», «Родная речь», «Искры» (приложение к «Русскому слову») и газетах «Курьер», «Новости дня», «Русское слово»; редактировал журналы «Оса» (1924), «Друг артистов». Имел большое число литературных псевдонимов.
В 1900 году в журнале «Русская мысль» был напечатан материал «Пушкин. Новое неизвестное посвящение Керн», которое оказалось литературной мистификацией Е. Вашкова. Наиболее известен случай продажи Вашковым Демьяну Бедному в 1929 году, за 500 рублей, «блокнота купца Фёдора Семыкина», в котором «оказалась» неизвестная поэма Н. А. Некрасова «Светочи». В числе его литературных мистификаций были ещё «архив декабриста Миткова, а в нём дневник Одоевского и письма Рылеева», а также (в 1938) «неизвестное стихотворение Маяковского «Была — Русь». А. Каменский писал в эмигрантской газете «Руль» (от 2 июня 1930 г.): «Этот господин известен всей старой богеме Петербурга и Москвы… по характеру что-то среднее между Хлестаковым и бароном Мюнхгаузеном… Обладает талантом искуснейшего мистификатора».
В 1912 году начал выпускать свою ежедневную газету «Новости вечера» (вышло всего 27 номеров). Имел тесное общение с М. Горьким, В. Гиляровским, А. Пазухиным (для которого оформлял книги). Как художник-оформитель Вашков трудился много и плодотворно: в альманахах «Зорька», «Вокруг света», сборнике «Пчёлка», книгах для детей его орнаменты, заставки и иллюстрации сопровождались оригинальными текстами; был среди художников и авторов текста изданного в 1912 году уникального подарочного издания «Москва. Moscou. Moskau. Её историческое прошлое и настоящее»; оформлял книгу И. В. Баженова о Костромском Богоявленско-Анастасиином монастыре. Вашков отмечен также как создатель декораций к спектаклям (в дачных театрах в Перово и Малаховке).
В 1927 году жил в Иваново, где создал роман «Безликие» под псевдонимом Анджело Кальяри. В Иванове Вашков создал акционерное строительное общество с уставным капиталом 500 рублей, «деятельность» которого привела его в Дмитлаг: в 1933 году он — в Иваньково на строительстве канала Москва-Волга (скорее всего, как заключённый), — к 1936 году вышел двухтомник «Статьи о селе Иванькове, фольклоре и канале Москва-Волга».
Е. И. Вашков является автором «сказки в стихах с рис. автора» «Иван-сирота» (1911) и почти фантастического рассказа (о мистификации) «Прыжок через Нью-Йорк» (1927, переиздан в 2006).